# HD 4849
HD4849 — хімічно пекулярна зоря спектрального класу A7, що має видиму зоряну величину в смузі V приблизно  6,5.
Вона  розташована на відстані близько 316,3 світлових років від Сонця.